# Kh-23
Cet article traite d'un missile air-sol soviétique, dont certaines versions sont nommées « Grom ». Pour le missile sol-air portatif polonais, voir PZR Grom.

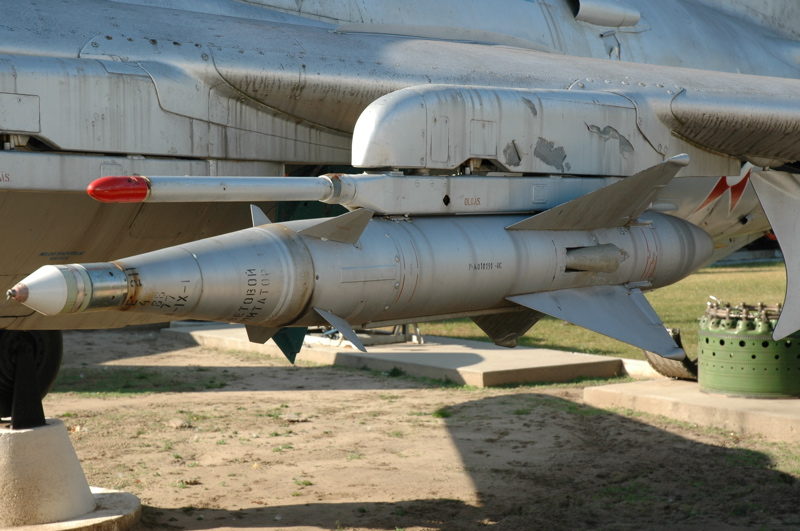
Le missile air-air K-5M (AA-1 Alkali), ancêtre du Kh-66.

Les missiles Kh-66, Kh-23 et Grom (en russe : « Х-23 Гром », tonnerre), nom de code OTAN : AS-7 « Kerry », sont une famille d'anciens missiles air-sol tactiques soviétiques, d'une portée de 10 km.
Conçus par la firme soviétique Zvezda, leur mission principale était l'attaque de petites cibles navales ou terrestres. Le Kh-66 était en-fait une version à charge militaire lourde et guidage laser du missile air-air K-8 (AA-3 'Anab') mis en service au Viêt Nam en 1968. Le Kh-23 était un Kh-66 amélioré et doté d'un guidage à distance, similaire à celui de l'AGM-12 Bullpup.

## Historique et développement

### Des débuts peu convaincants
Les travaux sur les missiles air-air commencèrent à l'usine d'ingénierie de Kaliningrad (ensuite connue sous le nom d'« usine n°455 » et plus tard regroupée sous le nom de « Zvezda-Strela »), en 1955. Ces recherches menèrent à la création de la famille de missiles K-5 (AA-1 « Alkali ») guidés par laser, incluant le K-51 (RS-2-US), transporté par l'avion Su-9 « Fishpot ». Le bureau d'études OKB-4 Molniya (renommé plus tard Vympel NPO), alors dirigé par Matus Bisnovat, voulait continuer à produire des missiles, comme le Bisnovat R-40 (AA-6 « Acrid »). Par la suite, en 1963, le RS-2-US fut testé comme missile air-sol. Les résultats menèrent à la conclusion que sa faible charge militaire et son guidage imprécis rendaient une telle application « sans intérêt ».

### Un besoin pressant
Toutefois, en 1965, le Nord-Viêt Nam avait besoin d'un missile air-surface soviétique, alors que les américains venaient tout-juste de recevoir l'AGM-12 Bullpup au-sein de l'US Air Force avant d'entrer dans le conflit. En avril 1965, l'OKB-134 commença à travailler activement à ce projet sous le nom de projet « Kh-23 », mais furent en proie à des problèmes récurrents concernant le développement d'un système de guidage fiable et efficace sur les appareils alors existants. En conséquence Yurii N. Korolyov arriva avec ses propres propositions, basées sur l'expérience acquise avec les tests précédents menés sur le RS-2-US. Un bureau de conception fut créé et placé sous ses ordres par le décret no 100 du 12 mars 1966 du ministère de l'industrie de l'aviation
. Le futur Zvezda OKB, tel qu'il fut renommé en 1976, était né.

### Développement et mise-au-point
L'arme qui fut produite par-la-suite utilisait le corps d'un K-8, le système de guidage et la propulsion du K-5, mais vit la masse de sa charge militaire augmentée de 13 kg à plus de 100 kg. Cela apportait l'énorme avantage de permettre à la nouvelle arme d'être emportée par n'importe quels des appareils pouvant tirer le K-5. Le concept fut démarré en 1966, donc le projet prit le nom de Kh-66, ou Izdeliye 66 (« Article 66 »). Le Kh-66 est une arme à guidage laser qui fut testée en vol sur le MiG-21PFM, en 1967,, et entra en production pour lui en 1968. Sa date officielle d'entrée en service est le 20 juin 1968. Il n'était en-réalité qu'une solution intermédiaire, car il nécessitait de l'avion tireur qu'il maintienne un piqué vers sa cible pour pouvoir l'« éclairer » au laser et guider le missile sur elle.
En parallèle, Korolyov avait repris le travail sur le projet Kh-23, prévu pour être emporté par le nouveau chasseur de l'Union soviétique, le MiG-23. Le Kh-23 devint une amélioration du Kh-66, conçue avec un propulseur plus performant et un nouveau système de guidage Delta-R1M. La principale différence venait de son système de radio-guidage par télécommande, similaire à celui du Bullpup, lui autorisant d'être tiré et guidé visuellement à-partir d'un avion volant en palier (chose que ne permettait pas le Kh-66). Les dix premiers exemplaires furent testés au début de l'année 1968, mais d'importants retards furent causés par des problèmes de guidage défaillant, les gaz d'échappement du missile interférant avec l'antenne. Une fois le récepteur déplacé vers la queue du missile, le gouvernement testa le missile sur des MiG-23 et MiG-23B, entre le 20 mars 1970 et le 3 octobre 1973, et il entra en service en 1973. Une version guidée par laser du Kh-23, le Kh-25, devint la base de la famille de l'AS-10 « Karen ». Leur technologie fut ultérieurement reportée sur le Kh-23 et donna naissance à la version Kh-23M, en 1974.
Le Kh-23 fut plus tard produit sous-licence par la Roumanie et la Yougoslavie. En 1977, un Kh-23 d'exercice fut tiré depuis un hélicoptère Ka-252TB, le prototype de l'hélicoptère de transport d'assaut Kamov Ka-29 TB « Helix-B ».

## Caractéristiques
Le Kh-66 utilisait la structure du missile air-air K-8, avec un nez séparé pour faire de la place à l'antenne de guidage provenant du K-5. Il était doté de gouvernes de contrôle disposées en croix sur le nez et de quatre ailettes delta vissées sur l'arrière du fuselage, équipées de volets de contrôle mobiles.

## Histoire opérationnelle
Le Kh-66 entra en production pour le MiG-21 en 1968, et le Kh-23 fut certifié pour le flogger en 1973.

## Versions

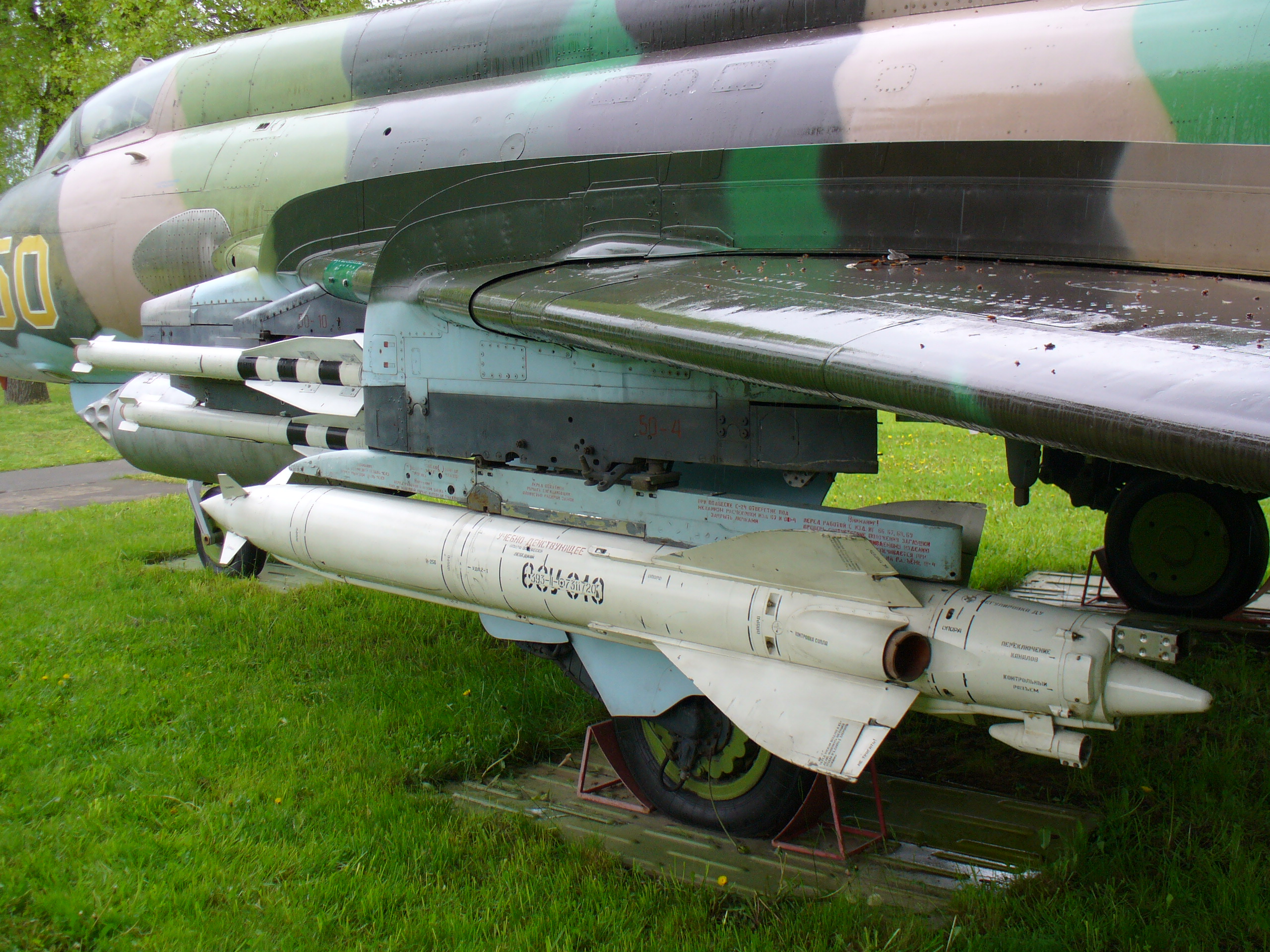
Un Soukhoï Su-17 M3 du Musée de la Force aérienne ukrainienne équipé d'un missile Kh-23.

- Kh-66 : version originale du missile, basée sur le K-8.
- Kh-23 (Izdeliye 68)[4] : première version télécommandée, équipée d'un propulseur amélioré.
- Kh-23M : un Kh-23 amélioré, incorporant la technologie des missiles de la famille « Kh-25 »[2].
- Kh-23L : désignation donnée par les pays occidentaux pour une version guidée par laser, qui n'était autre, en-fait, que le Kh-25 (AS-10 « Karen »)[4].
- A921 : version fabriquée sous-licence en Roumanie[3].
- Grom (Grom 02) : version serbe apparue dans les années '80[6] Il ne doit pas être confondu avec le missile portatif polonais PZR Grom.
- Grom-B (Grom 2) : version guidée par TV produite par l'institut serbe Vojno-Tehnički vers la fin des années '90. Il utilise un capteur basé sur celui de l'AGM-65B Maverick[6].

## Utilisateurs
- Union soviétique[3] : reversés aux états successeurs.
- Bulgarie[3]
- Cuba
- Inde[3]
- Irak[3] : pendant le règne de Saddam Hussein.
- Pologne[3]
- Roumanie : sous le nom d'A921[3].
- Serbie : sous le nom de Grom[3].
- Vietnam[7]